# Veronika te Reh
Veronika te Reh (* 1947 in Koblenz) ist eine Chorleiterin und Librettistin von Musiktheaterstücken für Kinder und Jugendliche.

## Leben
Veronika te Reh hat an der Hochschule für Musik und Tanz in Köln Schulmusik studiert. Der Schwerpunkt ihrer beruflichen Laufbahn war immer das Singen mit Kindern und Jugendlichen sowie darüber hinaus der Musiktheater-Bereich. Dazu hat sie sich im Rahmen ihrer Tätigkeit an der Musikschule Beckum-Warendorf eine Klasse mit entsprechenden Chören aufgebaut, die sie bis heute leitet.
In Zusammenhang mit ihrer täglichen Arbeit hat Veronika te Reh die Libretti von vielen Musiktheaterstücken geschrieben, die ihr Ehemann, der Komponist und ehemalige Leiter der Musikschule Wolfgang König, vertont hat, und die sie gemeinsam auch produziert haben.

## Musiktheater-Werke
- Strubbeltatz, Musical, 1986
- Ratzeputz, eine kleine Klamottenkistenoper, 1987
- Der kleine Mombotz, Musical, 1989
- Möppi und Co., Musical, 1990
- Motz und Arti, Musical zum Mozartjahr, 1991
- Ngoma-Bär, Musical, 1993
- Sammy, Musical, 1995
- Game Over, Musical, 1996
- Mtoto Boga, Musical, 1997
- Die Zauberharfe, Musical, 1998
- La Piccola Banda, Musical, 1999
- Taptaptütü, Musical, 2000
- Magic Drum, Musical, 2001
- Immanuel-Immanuel, Musical, 2003
- The Sound of the Pearl, Musical, 2004
- London Dreams, Musical, 2007
- Die schlaue Mama Sambona, Musical, 2009
- Mondscheinserenade, Musical, 2012
- Game Over?, Neufassung des Musicals von 1996, 2014
- Lian und die Nachtigall, Musical, 2016

Ein Teil der Stücke ist beim Carus-Verlag in Stuttgart erschienen, der andere Teil in dem eigenen Verlag: "Mombotz Music-Production".
Es gibt von allen Stücken DVD- und CD-Produktionen, die unter ihrer Regie mit dem "Cross Over-Chor" der Musikschule Beckum-Warendorf entstanden sind.